# Mildred Esther Mathias
Mildred Esther Mathias, född den 19 september 1906, död den 16 februari 1995, var en amerikansk botaniker. 
Hon studerade, klassificerade och ledde grupper för att upptäcka växter över hela världen, från Sydostasien till Australien, södra Centralafrika, Amazonas och västra USA. Hon upptäckte över 100 arter flockblommiga växter och fick släktet Mathiasella uppkallat efter sig. Mathias hade ett stort intresse av att utbilda allmänheten, både genom att leda UCLA:s botaniska trädgård (som döptes om till Mildred E. Mathias Botanical Garden) och genom att leda ett TV-program om trädgårdsskötsel varje vecka. Hon publicerade över 100 artiklar och böcker om sina upptäckter och en röst för miljövård på Costa Rica. Mathias deltog även i arbetet med att etablera the  U.S. National Reserve System. Hon var professor vid UCLA mellan 1962 och 1974 samt var ordförande för the American Society for Plant Taxonomists och the Botanical Society of America.
Auktorsnamnet Mathias kan användas för Mildred Esther Mathias i samband med ett vetenskapligt namn inom botaniken; se Wikipediaartiklar som länkar till auktorsnamnet.